# Afando
Afando (in greco Αφάντου?, Afantou) è un ex comune della Grecia nella periferia dell'Egeo Meridionale (unità periferica di Rodi) con 6.712 abitanti secondo i dati del censimento 2001.
È stato soppresso a seguito della riforma amministrativa, detta programma Callicrate, in vigore dal gennaio 2011 ed è ora compreso nel comune di Rodi.
Il comune è situato nella costa orientale di Rodi, a sud-ovest di Faliraki, stabilimento balneare della municipalità di Calitea, e comprende le circoscrizioni di Afando (sede comunale), Archipoli, villaggio pittoresco di 779 abitanti che sorge nella Valle del Lutani e ospita la cappella di Agios Nektarios, e la località turistica di Kolympia, che conta 439 residenti.

Nel territorio comunale è presente l'unico campo da golf dell'isola, situato nei pressi di una delle più lunghe spiagge sabbiose di Rodi.

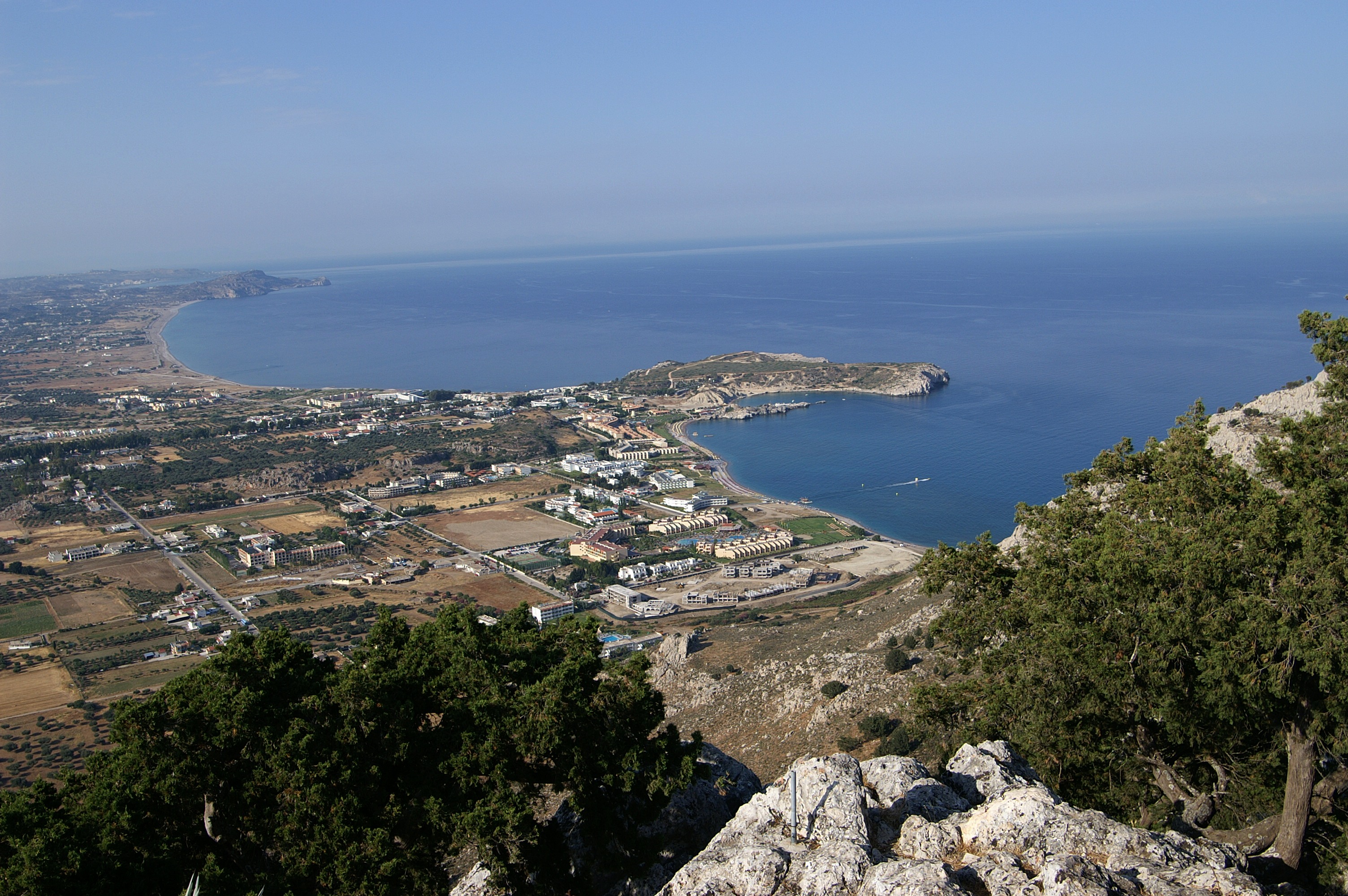
Veduta di Kolympia